# Afrarchaea bergae
Afrarchaea bergae är en spindelart som beskrevs av Leon N. Lotz 1996. Afrarchaea bergae ingår i släktet Afrarchaea och familjen Archaeidae. Inga underarter finns listade i Catalogue of Life.